# Corydoras albolineatus
Corydoras albolineatus är en fiskart som beskrevs av Knaack 2004. Corydoras albolineatus ingår i släktet Corydoras och familjen Callichthyidae. Inga underarter finns listade i Catalogue of Life.